# Fabiola (telenovela)
Fabiola é uma telenovela venezuelana exibida em 1989 pela Venevisión.

## Sinopse
Fabíola e a sua família sofrem muito por transitarem de uma vida com muito dinheiro, para uma vida pobre, depois da morte do seu pai. Dando aulas em casa e a desempenhar um papel de tradutora, a mesma consegue sustentar a sua avó, Maria Manuela, a sua irmã Marian e o seu irmão Alberto. É assim que, um dia, ela acaba por chegar na casa de Carlos Alberto  Román, para ensinar a sua irmãzinha. Mas ao mesmo tempo, acaba por ganhar a aceitação da família, em geral: pai, mãe, filha menor e principalmente Carlos Alberto, que apaixona-se por ela desde o início. Como um "playboy" típico, ele tenta aproveitar-se dela, descobrindo que ela não era esse tipo bondoso de garota, então ele decide esquecer tudo por um tempo apenas para perceber o quanto está realmente apaixonado por ela. Ele propõe a Fabíola casar-se com ela, no qual juntos encontrarão diversos problemas com um ponto comum, o passado rico da sua família, mas uma dramática reconciliação devolverá lhes a fé e a felicidade que merecem.

## Elenco
- Alba Roversi- Fabiola
- Guillermo Dávila- Carlos Alberto
- Ruddy Rodriquez
- Anabel Grácia-Marian
- Elena Farías
- Loly Sánchez- Verónica
- Marcos Campos
- Roberto Colmenares
- Miguel de León- Alejandro Fuentes
- Chela D´Gar
- Rodolfo Drago- Félix Rafael
- María Elena Heredia- Adrianita